# Nakam
Nakam (em hebraico:  נקם, "vingança") foi uma organização paramilitar de cerca de cinquenta sobreviventes do Holocausto que, depois de 1945, buscaram vingança pelo assassinato de seis milhões de judeus durante o Holocausto. Liderado por Abba Kovner, o grupo procurou matar seis milhões de alemães em uma forma de vingança indiscriminada, "uma nação por uma nação".  Kovner foi para o Mandato Britânico da Palestina a fim de garantir grandes quantidades de veneno para envenenar os canos principais de água para matar um grande número de alemães. Seus seguidores se infiltraram no sistema de água de Nuremberg. No entanto, Kovner foi preso ao chegar na zona britânica da Alemanha ocupada e teve que jogar o veneno ao mar.
Após esse fracasso, Nakam voltou sua atenção para o "Plano B", visando prisioneiros de guerra mantidos pelos militares dos Estados Unidos na Zona Americana. Eles obtinham arsênio localmente e se infiltravam nas padarias que abasteciam esses campos de prisioneiros. Os conspiradores envenenaram 3.000 pães em Konsum-Genossenschaftsbäckerei (Consumer Cooperative Bakery) em Nuremberg, que adoeceu mais de 2.000 prisioneiros de guerra alemães no campo de internamento de Langwasser. No entanto, nenhuma morte conhecida pode ser atribuída ao grupo. Embora Nakam seja considerado por alguns como uma organização terrorista, promotores públicos alemães arquivaram um processo contra dois de seus membros em 2000 devido às "circunstâncias incomuns".

## Motivações
Durante o Holocausto, a Alemanha nazista, seus aliados e colaboradores assassinaram cerca de seis milhões de judeus,  por uma variedade de métodos, incluindo fuzilamentos em massa e gaseamento.  Muitos sobreviventes, tendo perdido suas famílias inteiras e comunidades, tiveram dificuldade em imaginar um retorno a uma vida normal. O desejo de vingança, seja contra os criminosos de guerra nazistas ou contra todo o povo alemão, era generalizado. A partir do final de 1942, quando as notícias do Holocausto chegaram ao Mandato Britânico Da Palestina, os jornais judeus estavam cheios de pedidos de vingança. Um dos líderes do levante do gueto de Varsóvia, Yitzhak Zuckerman, disse mais tarde que "não conhecia um judeu que não fosse obcecado por vingança".  No entanto, muito poucos sobreviventes agiram de acordo com essas fantasias, concentrando-se em reconstruir suas vidas e comunidades e comemorar aqueles que morreram. Ao todo, a historiadora israelense Dina Porat estima que cerca de 200 ou 250 sobreviventes do Holocausto tentaram uma vingança violenta, da qual Nakam foi uma parte significativa.  Incluindo assassinatos realizados pelo Mossad, essas operações ceifaram a vida de 1.000 a 1.500 pessoas. 

## Formação

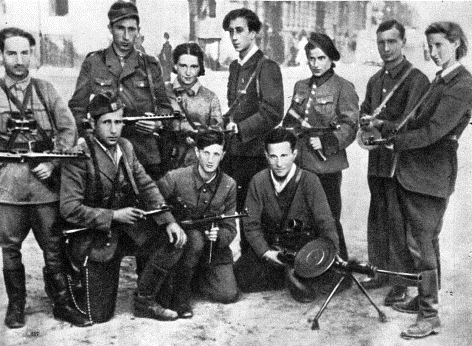
Partidários judeus em Vilnius após a libertação; Kovner em pé, centro

Em 1945, Abba Kovner, após visitar o local do massacre de Ponary e o campo de extermínio de Majdanek, e conhecer sobreviventes de Auschwitz na Romênia, decidiu se vingar. Ele recrutou cerca de 50 sobreviventes do Holocausto, a maioria ex -partidários judeus, mas incluindo alguns que escaparam para a União Soviética. Recrutados por sua capacidade de viver disfarçados e não quebrar,  a maioria tinha vinte e poucos anos  e vinha de Vilnius, Rovno, Częstochowa ou Cracóvia. Geralmente conhecido como Nakam ("vingança"), a organização usou o nome hebraico דין (Din , "julgamento"), também um acrônimo de דם ישראל נוטר (Dam Yisrael Noter, "o sangue de Israel vinga").
Os membros do grupo acreditavam que a derrota da Alemanha nazista não significava que os judeus estavam a salvo de outro genocídio no nível do Holocausto. Kovner acreditava que uma vingança proporcional, matando seis milhões de alemães, era a única forma de ensinar aos inimigos dos judeus que eles não poderiam agir impunemente: “O ato deve ser chocante. Os alemães devem saber que depois de Auschwitz não pode haver retorno à normalidade." De acordo com os sobreviventes, a eloquência "hipnótica" de Kovner colocava em palavras as emoções que eles estavam sentindo. Os membros do grupo acreditavam que as leis da época eram incapazes de punir adequadamente um evento tão extremo como o Holocausto e que a completa falência moral do mundo só poderia ser curada por uma violência retributiva catastrófica.  Porat levanta a hipótese de que Nakam foi "um estágio necessário" antes que os amargurados sobreviventes estivessem preparados "para retornar a uma vida de sociedade e leis". 
Os líderes do grupo traçaram dois planos: Plano A, para matar um grande número de alemães, e Plano B, para envenenar vários milhares de prisioneiros da SS mantidos em campos de prisioneiros de guerra dos Estados Unidos.  Da Romênia, o grupo de Kovner viajou para a Itália, onde Kovner recebeu uma recepção calorosa dos soldados da Brigada Judaica que queriam que ele ajudasse a organizar a Aliyah Bet (imigração ilegal para o Mandato da Palestina). Kovner recusou porque já estava decidido a se vingar. Nakam desenvolveu uma rede de células subterrâneas e imediatamente começou a arrecadar dinheiro, infiltrando-se na infraestrutura alemã e obtendo veneno. O grupo recebeu um grande suprimento de moeda britânica falsificada na Alemanha de um emissário Hashomer Hatzair, forçou os especuladores a contribuir e também obteve algum dinheiro de simpatizantes da Brigada Judaica.

## Plano A (envenenamento em massa planejado em Nuremberg)

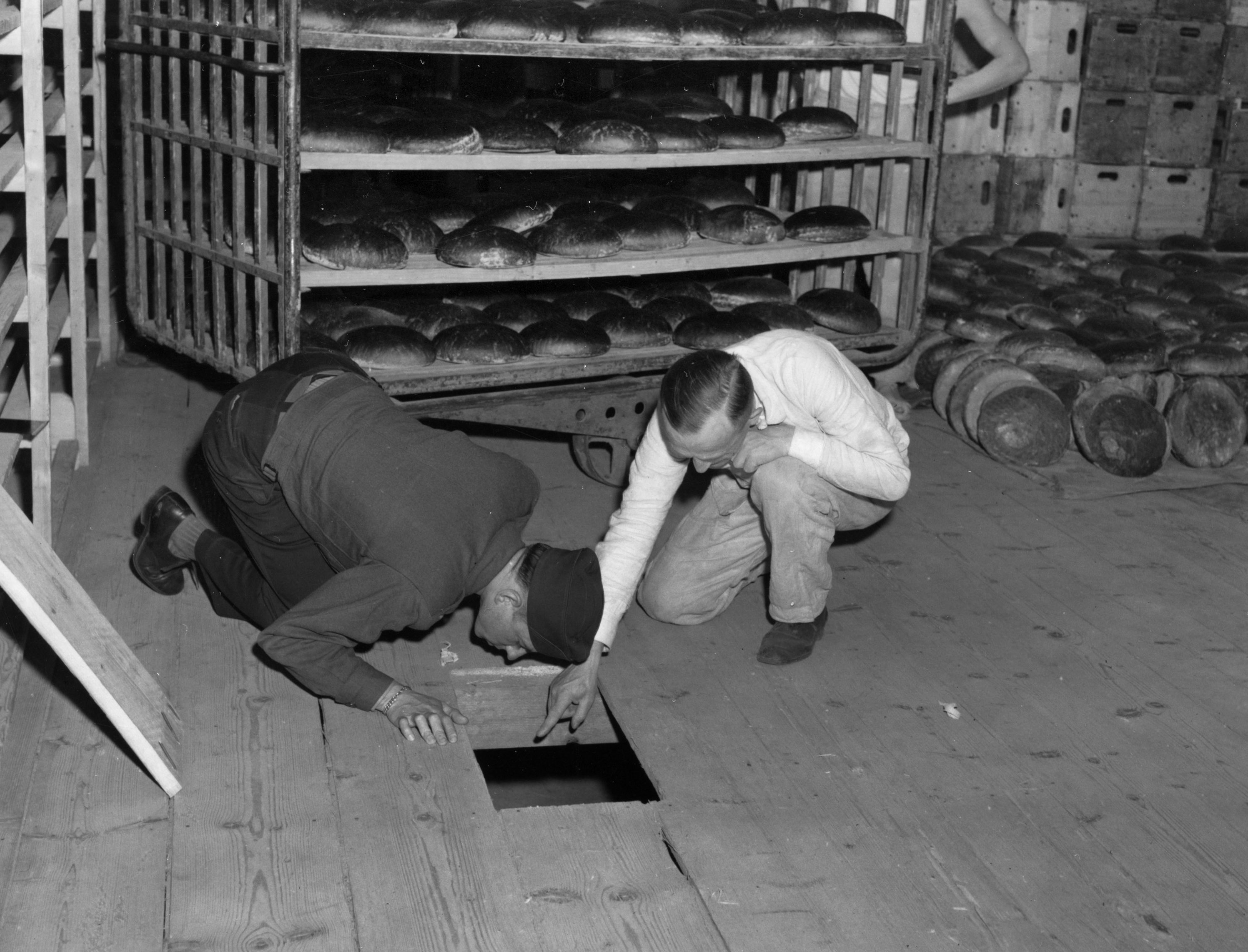
Um tenente do exército americano (à esquerda) e um detetive alemão inspecionam o Konsum-Genossenschaftsbäckerei (Consumer Cooperative Bakery) em Nuremberg após uma tentativa de envenenamento.

Joseph Harmatz, se passando por um deslocado polonês (DP) chamado "Maim Mendele", tentou se infiltrar no abastecimento de água municipal em Nuremberg; Nakam mirou na cidade porque havia sido o reduto do Partido Nazista. Harmatz teve dificuldade em encontrar quartos para os conspiradores alugarem devido ao déficit habitacional causado pela destruição da maior parte da cidade pelos bombardeios aliados. Com o uso de propinas, ele conseguiu colocar Willek Schwerzreich (Wilek Shinar), um engenheiro de Cracóvia que falava alemão fluentemente, em um cargo na companhia municipal de água. Schwarzreich obteve o plano do sistema de água e controle da válvula principal de água,  e traçou onde o veneno deveria ser introduzido para matar o maior número possível de alemães. Em Paris, Pasha Reichman (Jitzchak Avidov, יצחק אבידב) estava no comando de uma célula Nakam incluindo Vitka Kempner, futura esposa de Kovner e ex-camarada no submundo do Gueto de Vilna. Reichman supostamente falou com David Ben-Gurion durante a viagem deste último a um campo DP na Alemanha, mas o último preferiu trabalhar pela independência de Israel do que buscar vingança pelo Holocausto. 
Coube a Kovner obter o veneno dos líderes do Yishuv, a liderança judaica no Mandato Britânico Da Palestina. Em julho de 1945, Kovner trocou a Brigada Judaica por Milão, disfarçando-se de soldado da Brigada Judaica de licença, e embarcou em um navio para a Palestina no mês seguinte. Reichman tornou-se líder na Europa em sua ausência. Ao chegar à Palestina, Kovner foi mantido por três dias em um apartamento pelo Mossad LeAliyah Bet e foi interrogado pessoalmente pelo chefe do Mossad, Shaul Meirov. Kovner negociou com os chefes do Haganah, Moshe Sneh e Israel Galilee, na esperança de convencê-los a dar-lhe veneno para uma operação de vingança menor em troca de não vincular o assassinato ao Yishuv.
Em setembro, Kovner informou a Nakam na Europa que não teve sucesso em localizar veneno e, portanto, eles deveriam recrutar Yitzhak Ratner, um químico e ex-insurgente do gueto de Vilna, e se concentrar no Plano B. Kovner acabou sendo apresentado a Ephraim e Aharon Katzir, químicos da Universidade Hebraica de Jerusalém, por meio de um de seus alunos que era membro do Haganah. Os irmãos Katzir simpatizaram com a trama de vingança de Kovner e convenceram o chefe do armazenamento de produtos químicos da Universidade Hebraica a lhe dar veneno. Décadas depois do fato, Kovner afirmou que havia apresentado o Plano B para Chaim Weizmann, então presidente da Organização Sionista Mundial, que o havia encaminhado aos irmãos Katzir. No entanto, de acordo com seu biógrafo, se Kovner conheceu Weizmann foi em fevereiro ou março de 1946, já que Weizmann estava fora do país antes disso.
Depois de vários atrasos, Kovner viajou para Alexandria, Egito, em dezembro de 1945 carregando documentos falsos que o identificavam como um soldado da Brigada Judaica voltando de licença, e uma mochila com ouro escondido em tubos de pasta de dente e latas cheias de veneno. Pouco depois de embarcar em um navio com destino a Toulon, na França, o nome de Kovner junto com outros três foi chamado pelo sistema de alto-falantes. Kovner disse a um amigo, Yitzik Rosenkranz, para levar a mochila para Kempner em Paris e depois jogou metade do veneno no mar. Depois disso, ele se entregou e foi preso pela polícia britânica. Os membros do Nakam posteriormente alegaram que Kovner havia sido traído pelo Haganah, mas Porat escreve que é mais provável que ele tenha sido preso como um suspeito organizador do Aliyah Bet. Kovner, que não falava inglês e não havia participado do treinamento da Brigada Judaica, não foi questionado sobre Nakam; depois de dois meses em prisões no Egito e na Palestina, ele foi libertado. Seu envolvimento com Nakam terminou naquela época.

## Plano B (envenenamento em massa de prisioneiros da SS)
Como Kovner não conseguiu garantir a quantidade de veneno necessária, a célula de Nuremberg decidiu passar a envenenar prisioneiros da SS definitivamente durante os primeiros meses de 1946. A maioria dos grupos de ação Nakam se desfez conforme ordenado e seus membros se dispersaram em pessoas deslocadas. Campos, prometidos pelos líderes que no futuro seriam reativados para implementar o Plano A. As células em Nuremberg e Dachau permaneceram ativas por causa dos grandes campos de prisioneiros de guerra dos Estados Unidos nas proximidades. Yitzhak Ratner foi recrutado para o grupo para obter veneno localmente. Em outubro de 1945, ele montou um laboratório na sede da Nakam em Paris, onde testou várias formulações para encontrar um veneno insípido e inodoro que retardaria os efeitos. Ratner eventualmente formulou uma mistura de arsênico, cola e outros aditivos que poderiam ser pintados em pães; testes em gatos comprovaram a letalidade da mistura. Ele obteve mais de 18 quilogramas de arsênico de amigos que trabalhavam na indústria de curtumes, que foi contrabandeado para a Alemanha.

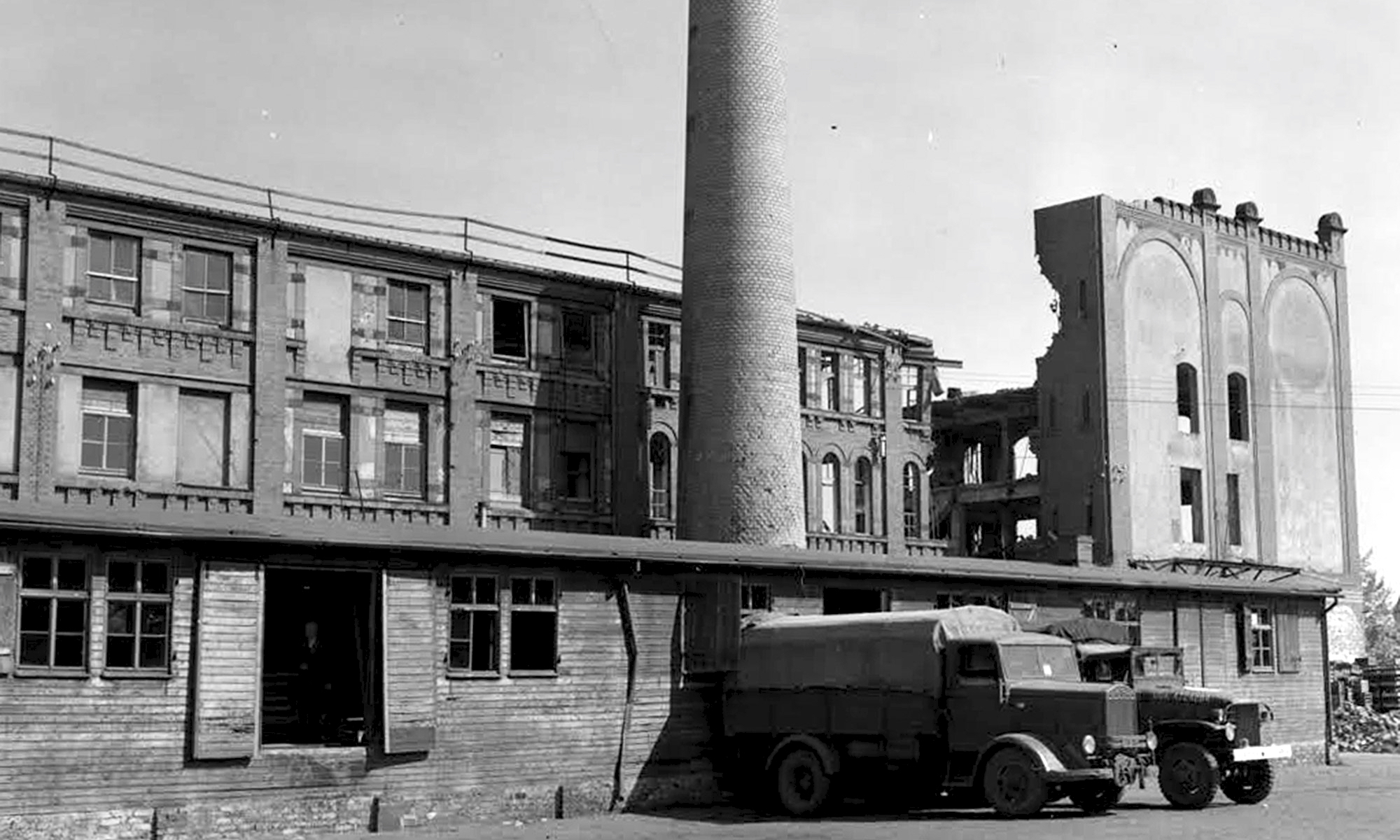
O Konsum-Genossenschaftsbäckerei (Consumer Cooperative Bakery) em Nuremberg

Nakam concentrou-se no campo de internamento de Langwasser perto de Nuremberg (anteriormente Stalag XIII-D), onde 12.000 a 15.000 prisioneiros, principalmente ex-oficiais da SS ou nazistas proeminentes, foram presos pelos Estados Unidos. Inicialmente, dois membros do Nakam foram contratados pelo acampamento, um como motorista e outro como trabalhador do depósito. O pão para Langwasser vinha de uma única padaria em Nuremberg, a Konsum-Genossenschaftsbäckerei (Consumer Cooperative Bakery). Leipke Distel, sobrevivente de vários campos de concentração nazistas, se fez passar por um deslocado polonês que aguardava um visto para trabalhar na padaria de um tio no Canadá. Ele perguntou ao gerente se poderia trabalhar de graça e acabou conseguindo acesso ao depósito da padaria depois de suborná-lo com cigarros, álcool e chocolate. Os agentes da Nakam se reuniam todas as noites em um quarto alugado em Fürth para discutir suas descobertas, especialmente como limitar seu ataque aos prisioneiros alemães e evitar ferir os guardas americanos. Quando Harmatz colocou alguns dos trabalhadores em cargos clericais no campo, eles descobriram que, aos domingos, o pão preto seria comido apenas pelos prisioneiros alemães porque os guardas americanos recebiam pão branco especialmente distribuído. Portanto, eles decidiram executar o ataque em uma noite de sábado.
Preparativos semelhantes foram feitos em relação a um campo de prisioneiros perto de Dachau e à padaria que o abastecia, um esforço liderado pelo veterano do levante do gueto de Varsóvia, Simcha Rotem. Depois de fazer amizade com os poloneses que trabalhavam na padaria, Rotem embebedou o gerente, fez cópias de suas chaves e as devolveu antes de ficar sóbrio. Poucos dias antes do ataque planejado, Reichman recebeu uma denúncia de um oficial de inteligência judeu do Exército dos Estados Unidos de que dois dos agentes eram procurados pela polícia. Conforme ordenado, os agentes Dachau Nakam abortaram em 11 de abril de 1946. Reichman temia que o fracasso de um ataque fizesse com que os Estados Unidos aumentassem suas medidas de segurança nos campos de prisioneiros, evitando um segundo ataque.
A essa altura, seis membros do Nakam trabalhavam no Konsum-Genossenschaftsbäckerei em Nuremberg. Subvertendo a segurança rígida destinada a impedir o roubo de alimentos, eles contrabandearam o arsênico durante vários dias, escondendo-o sob capas de chuva e escondendo-o sob as tábuas do assoalho. Como os experimentos mostraram que a mistura de arsênico não se espalhava uniformemente, os operários decidiram pintá-la no fundo de cada pão. No sábado, 13 de abril, os trabalhadores da padaria entraram em greve, atrasando os operários da Nakam e impedindo que três deles entrassem na padaria. Como resultado, Distel e seus dois cúmplices tiveram tempo apenas para envenenar cerca de 3.000 pães em vez dos 14.000 planejados originalmente. Depois de pintar os pães, eles fugiram para a Tchecoslováquia, ajudados por um sobrevivente de Auschwitz chamado Yehuda Maimon, continuando pela Itália até o sul da França.   
Em 23 de abril de 1946, O The New York Times informou que 2.283 prisioneiros de guerra alemães adoeceram por envenenamento, com 207 hospitalizados e gravemente doentes. No entanto, a operação acabou não causando mortes conhecidas. De acordo com documentos obtidos por meio de um pedido de Liberdade de Informação à Administração Nacional de Arquivos e Registros, a quantidade de arsênico encontrada na padaria foi suficiente para matar aproximadamente 60.000 pessoas. Não se sabe por que os envenenadores falharam, mas suspeita-se que eles espalharam o veneno muito pouco ou então os prisioneiros perceberam que o pão havia sido envenenado e não comeram muito.

## Resultado e Legado

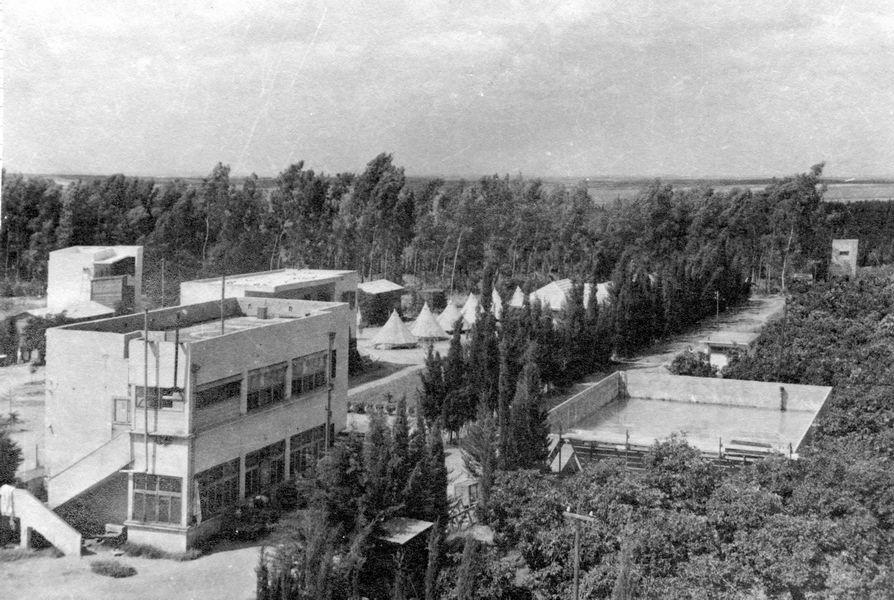
Kibutz Ein HaHoresh em 1940

Cerca de 30 ex-agentes Nakam embarcaram no navio Biriya em 23 de junho de 1946 e chegaram no final de julho após uma breve detenção pelas autoridades britânicas. Eles receberam uma recepção calorosa no kibutz de Kovner, Ein HaHoresh, dos principais membros do Haganah e do Partido Trabalhista de Israel, e foram convidados a viajar pelo país. Embora Kovner e a maioria dos operativos considerassem que o tempo de vingança havia passado, um pequeno grupo liderado por Bolek Ben-Ya'akov retornou à Europa para continuar a missão. Nove outros agentes da Nakam se separaram na primavera de 1947 e retornaram à Europa no ano seguinte, ajudados pelo político do Partido Trabalhista Abba Hushi.
Os grupos separatistas enfrentaram desafios crescentes, tanto logísticos quanto financeiros, e a fundação da República Federal da Alemanha em 1949 tornou as operações ilegais ainda mais difíceis. Muitos dos membros se voltaram para uma vida de crime para se sustentar, e então tentaram escapar das prisões alemãs com a ajuda de ex-membros da Resistência Francesa. A maioria retornou a Israel entre 1950 e 1952. Ben-Ya'akov disse em uma entrevista que "não poderia ter se olhado no espelho" se não tivesse tentado se vingar e que ainda lamentava profundamente o fracasso. Depois de vir para Israel, os ex-membros do Nakam se recusaram a falar sobre suas experiências por várias décadas, começando a discutir o assunto apenas na década de 1980. Porat escreve que Kovner "cometeu suicídio político" ao participar do Nakam; ela descreve seu fracasso como um "milagre". Os membros do grupo não demonstraram remorso, disseram que os alemães "mereciam" e queriam reconhecimento, em vez de perdão, por suas ações.
Em 1999, Harmatz e Distel apareceram em um documentário e discutiram seu papel em Nakam.  Distel sustentou que as ações de Nakam eram morais e que os judeus "tinham o direito de se vingar dos alemães". Os promotores alemães abriram uma investigação contra eles por tentativa de homicídio, mas interromperam a investigação preliminar em 2000 por causa das "circunstâncias incomuns". Desde Novembro de 2019, quatro membros do grupo ainda estão vivos.

## Historiografia e cultura popular
Um dos primeiros relatos jornalísticos da missão de Nakam está no livro de Michael Bar-Zohar, de 1969 , Os Vingadores. A história recebeu um tratamento ficcional em Forged in Fire, de Michael Elkins, em 1971.  O romance de Jonathan Freedland , The Final Reckoning, é baseado na história.  A história de Nakam também entrou na cultura popular alemã. Em 2009, Daniel Kahn & the Painted Bird, uma banda klezmer baseada na Alemanha, gravou uma música chamada "Six Million Germans (Nakam)". Baseado em fitas que Kovner fez em seu leito de morte descrevendo suas atividades em Nakam, um documentário de televisão foi produzido pelo Channel 4 para sua série Secret History intitulada Holocaust – The Revenge Plot, que foi transmitida pela primeira vez no Holocaust Memorial Day, 27 de janeiro de 2018.
De acordo com os especialistas israelenses em terrorismo Ehud Sprinzak e Idith Zertal, a visão de mundo de Nakam era semelhante a grupos ou cultos messiânicos por causa de sua crença de que o mundo era tão mau que merecia uma catástrofe em grande escala. Ao contrário da maioria das organizações terroristas que cometem violência por motivos políticos e esperam por um futuro novo e melhor por meio do terror, Nakam queria matar indiscriminadamente. Os agentes Nakam vieram de "comunidades fortemente brutalizadas" que, de acordo com Sprinzak e Zertal, às vezes consideram a violência catastrófica. 
Dina Porat é a primeira historiadora acadêmica a estudar sistematicamente o grupo, encontrando-se com muitos dos sobreviventes e obtendo acesso a seus documentos particulares. Ela levanta a hipótese de que o fracasso do ataque pode ter sido deliberado, pois Kovner e outros líderes começaram a perceber que poderia ter prejudicado muito o povo judeu. Ela lutou para conciliar as personalidades dos membros de Nakam com as ações que eles tentaram realizar. Quando questionado sobre como poderia planejar um ataque no qual muitos inocentes teriam sido mortos, um sobrevivente explicou que "se você estivesse lá comigo, no final da guerra, não falaria assim". O livro de Porat de 2019 sobre Nakam é intitulado Vengeance and Retribution Are Mine (לי נקם ושילם), uma frase dos Salmos que expressa sua crença de que o povo judeu é melhor deixar a vingança nas mãos do Deus de Israel.
Em 2021, o filme Plano A, dirigido e produzido por Doron Paz e Yoav Paz, adaptou a trama para o cinema.